# Afrikaspiele 2019/Leichtathletik – Stabhochsprung der Männer
Der Stabhochsprung der Männer bei den Afrikaspielen 2019 fand am 29. August im Stade Moulay Abdallah in Rabat statt.
Vier Stabhochspringer aus drei Ländern nahmen an dem Wettbewerb teil. Die Goldmedaille gewann Hichem Khalil Cherabi mit 5,00 m, Silber ging an Mejdi Chehata mit 4,70 m und die Bronzemedaille gewann Larbi Bourrada mit 4,70 m.

## Rekorde
| Weltrekord        | Renaud Lavillenie | 6,16 m | Donezk, Ukraine                  | 15. Februar 2014 |
| Rekord der Spiele | Okkert Brits      | 5,50 m | Afrikaspiele in Harare, Simbabwe | August 1995      |

## Ergebnis
29. August 2019, 16:30 Uhr
| Platz | Athlet                | Land     | 3,00 | 3,20 | 3,60 | 4,25 | 4,70 | 4,90 | 5,00 | 5,25 | Höhe (m) |
| ----- | --------------------- | -------- | ---- | ---- | ---- | ---- | ---- | ---- | ---- | ---- | -------- |
|       | Hichem Khalil Cherabi | Algerien | –    | –    | –    | –    | –    | –    | xo   | xxx  | 5,00     |
|       | Mejdi Chehata         | Tunesien | –    | –    | –    | –    | o    | xxx  |      |      | 4,70     |
|       | Larbi Bourrada        | Algerien | –    | –    | –    | o    | xo   | xxx  |      |      | 4,70     |
| 4     | Samuel Osadolor       | Nigeria  | xo   | xx–  | x    |      |      |      |      |      | 3,00     |

Zeichenerklärung:
– = Höhe ausgelassen, x = Fehlversuch, o = Höhe übersprungen